# Rocco Commisso
Rocco Benito Commisso (Marina di Gioiosa Ionica, 25 novembre 1949) è un imprenditore, dirigente d'azienda e dirigente sportivo italiano naturalizzato statunitense.
Fondatore e proprietario di Mediacom, dal 2017 è socio di maggioranza dei New York Cosmos e, dal 2019, è proprietario nonché presidente della Fiorentina. Secondo Forbes, il suo patrimonio ammonta a 8 miliardi di dollari all'8 ottobre 2023.

## Biografia
Nato in Calabria, a Marina di Gioiosa Ionica, Rocco Benito Commisso si trasferisce negli Stati Uniti d'America all'età di 12 anni con la madre e due sorelle per raggiungere il padre Giuseppe, falegname in Pennsylvania. Dopo un anno la famiglia si trasferisce a New York, nel Bronx. Studia alla Mount Saint Michael Academy, un liceo privato, per poi aggiudicarsi, giocando a calcio, una borsa di studio alla Columbia University, dove ottiene un baccalaureato in Ingegneria industriale nel 1971. Quattro anni più tardi consegue anche un MBA presso la Columbia Business School.
Commisso incomincia a lavorare alla Pfizer ma, dopo il master in economia, trascorre dieci anni nel settore finanziario, inizialmente presso la Chase Manhattan Bank (ora parte del gruppo JPMorgan Chase), per poi spostarsi alla Royal Bank of Canada dove dirige le attività di prestito ai settori dei media e delle comunicazioni. Dal 1986 al 1995 è vicepresidente esecutivo, direttore finanziario e direttore di Cablevision. Durante questo periodo la società passa dalla venticinquesima all'ottava posizione fra le televisioni via cavo negli Stati Uniti, con circa 1,3 milioni di clienti al momento della fusione con WarnerMedia.

## Attività imprenditoriale

### Mediacom
Commisso fonda Mediacom nell'autorimessa di casa sua nell'estate del 1995. Inizialmente Mediacom acquisisce i sistemi via cavo nelle comunità americane più piccole finché, nel 2000, apre le porte della società a nuovi investitori quotandola in Borsa a Wall Street, portando l'azienda, concentrata in particolare nelle regioni del Midwest e del Sudest, all'ottavo posto fra gli operatori via cavo negli Stati Uniti con un fatturato annuo di oltre 1,6 miliardi di dollari. Nel marzo 2011 la società diviene una privately held company posta sotto il controllo di Commisso, con circa l'87% delle quote societarie.

### New York Cosmos
Sin da ragazzo appassionato di calcio, il 10 gennaio 2017 Commisso acquista la quota di maggioranza dei New York Cosmos, club militante nella seconda divisione nordamericana, salvandolo dal fallimento e diventandone il nuovo presidente. Fra le prime decisioni spicca quella di spostare gli incontri casalinghi della squadra al MCU Park di Coney Island, principalmente utilizzato per il baseball, data la difficoltà da parte dei tifosi nel raggiungere l'ex impianto di casa.

### Fiorentina
Il 6 giugno 2019 viene ufficializzato l'acquisto della squadra italiana di calcio della Fiorentina, per una cifra stimata tra i 150 e 170 milioni di dollari. Per l'organizzazione della Fiorentina ha scelto Joe Barone come direttore Generale e Daniele Pradè come direttore sportivo. 
Commisso ha anche acquistato un'area di proprietà privata per costruire il nuovo centro sportivo della Fiorentina nel comune di Bagno a Ripoli; il progetto, supervisionato dalla progettazione alla realizzazione dal direttore generale della squadra toscana, Joe Barone, è stato presentato la mattina del 7 ottobre 2020. Denominato Viola Park, è una struttura all'avanguardia dall'ampiezza di 22 ettari (su 25 ettari disponibili), con dieci campi di allenamento, di cui uno stadio da 3.000 posti dove giocano le squadre primavera e femminile e uno da 1.500 posti per le giovanili, nonché un padiglione eventi da 400 posti, per un investimento totale tra i 110 e 120 milioni di euro. La partenza dei lavori è avvenuta il 2021 e si sono conclusi nell'estate del 2024.

## Vita privata
Sposato con Catherine e padre di due figli, Commisso vive a Saddle River, nel New Jersey. Uno dei suoi figli, Joseph, lavora come dirigente della Fiorentina.